# ラストナイト・イン・ソーホー
『ラストナイト・イン・ソーホー』（Last Night In Soho）は、2021年のイギリス・アメリカ合作のサイコロジカルホラー映画。エドガー・ライトが監督、ライトの原案からライトとクリスティ・ウィルソン＝ケアンズが脚本を務める。トーマシン・マッケンジー、アニャ・テイラー＝ジョイ、マット・スミス、マイケル・アジャオが出演し、2020年9月に死去したダイアナ・リグと2020年10月に死去したマーガレット・ノーランと2025年8月に死去したテレンス・スタンプの最後の映画出演作となる。
2021年9月4日に開催された第78回ヴェネツィア国際映画祭でワールド・プレミア上映され、2021年10月29日にユニバーサル・ピクチャーズとフォーカス・フィーチャーズにより、イギリス、アメリカで劇場公開された。

## ストーリー
イギリスの田舎町から出てきたファッション学校生エリーは、ソーホーで老婦人が営む下宿屋の一室を借り、新生活を始める。夜な夜な60年代のロンドンにタイムスリップし、そこでクラブ歌手志望のサンディと一体化するような体験をしては目が覚めるという日々が始まる。エリーが憧れるスゥインギングロンドンの華やかさそのものに見えたサンディは、次第に恋人のジャックの指示でストリップまがいのショーの踊り子や売春を強いられていく。エリーは夜ごとにサンディーの苦悩を目撃し、夢と現実の間で混乱していく。ある夜、サンディが自分の部屋でジャックに殺される場面を体験し、エリーはアルバイト先のバーの常連客の老人がジャックの成れの果てではないかと疑い、警察に行くが精神錯乱を疑われる。過去に自分の部屋で実際に殺人事件があったのではないかと考えたエリーは、図書館で60年代のソーホーでの殺人事件を調べ始めるが幻覚に襲われ、耐えきれずソーホーの部屋を出る決心をし、荷物をまとめに戻ったところでついに真相を知るに至る。

## キャスト
※括弧内は日本語吹替。
- エロイーズ・ターナー - トーマシン・マッケンジー（潘めぐみ）

愛称はエリー。1960年代のポップカルチャー好き。シングルマザーだった母は7歳の時に自殺して以来祖母の手で育った。真面目な性格。ロンドン・ソーホー地区のロンドン・カレッジ・オブ・ファッションに入学したファッションデザイナー志望の女性。奇妙な第六感を持ち、夢の中でサンディとして1960年代のロンドンへ行ってしまう。
- サンディ - アニャ・テイラー＝ジョイ（豊崎愛生）

歌手志望の女性。夢の中でエロイーズが憧れている1960年代の歌手。サンディは愛称で、本名はアレクサンドラ。
- ジャック - マット・スミス（森宮隆）

1960年代のナイトクラブで女性歌手のまとめ役を務める男性。エロイーズ/サンディと恋に落ちる。だが実際はサンディを色恋営業で支配して売春させていた悪党であり、この映画の元凶である。
- ミス・コリンズ - ダイアナ・リグ（野村須磨子）

エロイーズの下宿先のオーナー。
演じるダイアナ・リグは『女王陛下の007』で1960年代のボンドガールを演じたことで有名。
- ペギー・ターナー - リタ・トゥシンハム（定岡小百合）

エロイーズの祖母。
- 銀髪の男 - テレンス・スタンプ（ふくまつ進紗）

エロイーズの前に度々現れる謎の壮年男性。エロイーズがサンディの髪型を真似て以降、彼女を気に掛けている。
- クラブの客 #5 - サム・クラフリン（前堂友昭）

1960年代のクラブの客。サンディに「君はロンドンのナイトクラブの世界にいるべきではない」と提言する。
- ララ・チャン - ジェシー・メイ・リー（英語版）（桃江トウコ）
- ジョン - マイケル・アジャオ（須藤翔）

エロイーズと同期の男性。
- ジョカスタ - シノヴェ・カールセン（英語版）（杉山里穂）

学生寮でのエロイーズのルームメイトで遊び人。田舎出身のエロイーズを見下していて、60年代ファッションも馬鹿にしている。
- セイジ・バーメイド - マーガレット・ノーラン（英語版）

エロイーズが働くパブ「The Toucan」のオーナー。
演じるノーランはダイアナ・リグと同様に1960年代の『007 ゴールドフィンガー』に出演経験があった。
- 女性刑事 - リサ・マクグリリス（英語版）（米倉希代子）
- チャールズ - ジェームズ・フェルプス（石原辰己）
- ベン - オリバー・フェルプス

## 製作
2019年1月、エドガー・ライトは次にロンドンを舞台にしたサイコロジカルホラー映画をクリスティ・ウィルソン＝ケアンズと共同で制作すると語った。本作は、ニコラス・ローグ監督の『赤い影』やロマン・ポランスキー監督の『反撥』など、他のイギリスのホラー映画からインスピレーションを受けていると言われており、ライトは本作がタイムトラベルを使用していることにも言及している。
撮影は2019年5月23日に開始され、2019年8月30日に終了した。ライトは自身のInstagramアカウントに、2020年6月24日に追加撮影が開始され、2020年8月5日に終了したことを示す写真を数枚投稿した。再撮影はパインウッド・スタジオで行われた。

## 公開
当初は2020年9月25日公開予定であったが、新型コロナウイルス感染症のパンデミックにより、2021年4月23日に延期され、その後10月22日に延期され、さらに翌週に延期された。

## 使用楽曲
1960年代のポップスが多数、使用されている。
- ピーター&ゴードン「愛なき世界」
- ダスティ・スプリングフィールド「ウィッシン・アンド・ホーピン」
- ザ・サーチャーズ「Don’t Throw Your Love Away」
- ジョン・バリー・オーケストラ「狂っちゃいねえぜ」（Beat Girl）
- ザ・キンクス「Starstruck」（見発表だった音源）
- シラ・ブラック「私のすべて」（YOU'RE MY WORLD）
- グレアム・ボンド・オーガニゼーション「Wade In the Water」
- ジェームス・レイ「セット・オン・ユー」
- ザ・フー「ヒート・ウェイヴ」
- サンディー・ショウ「Puppet On a String」
- ウォーカー・ブラザーズ 「ダンス天国」
- R. Dean Taylor「There’s a Ghost In My House」
- スージー・アンド・ザ・バンシーズ「ハッピー・ハウス」
- サンディー・ショウ「(There’s) Always Something There To Remind Me」
- 恋のダウンタウン

## 作品の評価
Rotten Tomatoesによれば、335件の評論のうち高評価は76%にあたる254件で、平均点は10点満点中6.9点、批評家の一致した見解は「序盤のスリリングな勢いを維持するのに苦労しているが、『ラストナイト・イン・ソーホー』はエドガー・ライトの最もスタイリッシュで野心的な部分を見せつけている。」となっている。
Metacriticによれば、55件の評論のうち、高評価は35件、賛否混在は16件、低評価は4件で、平均点は100点満点中65点となっている。